# Espingen
Espingen var en krog sydväst om Stora Otterhällan i centrala Göteborg.
Krogen ägdes under 1640-talet av Lars Karm, kallad Brännvins-Lasse, som var "...lång och skranglig, med det tofviga håret stötande i rödt och med ett hårdt, frånstötande utseende, hvadan han ej heller var särdeles omtyckt". På den gula skylten utanför entrén var det målat en stor svart orm, och under den i nästan orange färg stod det Espingen.
Espingen var den mest besökta krogen i staden under många år, delvis på grund av sitt undanskymda läge. Själva krogen bestod av ett rödmålat trähus med ett kök och två rum. På vindsutrymmet bodde Lasse själv. Ett par mindre flygelbyggnader innehöll stall respektive två rum för personalen. Från gården ledde en knurr (gränd) ner till stadsbebyggelsen.